# Diamantinasabelvinge
Diamantinasabelvinge (Campylopterus diamantinensis) är en nyligen urskild fågelart i familjen kolibrier.

## Utbredning och systematik
Arten förekommer i sydöstra Brasilien. Tidigare behandlades den som en del av gråbröstad sabelvinge (Campylopterus largipennis). Sedan 2021 urskiljs den dock som egen art.

## Status
IUCN kategoriserar den som nära hotad.